# Vase
En vase er en beholder ofte til blomster. Den kan laves af talrige materialer som glas og keramik. Vasen er ofte dekoreret.
(En vase er desuden en gammel betegnelse for en vej bygget af grene over et sumpet område. Se bl.a. Vaserne.)